# Puig Moltó (Montuïri)
El Puig Moltó és una possessió del municipi de Montuïri (Mallorca), vora el límit amb el terme d'Algaida.
Situada sobre un turó de la serra del Fonoll i a l'extrem nord-occidental del terme de Montuïri, just a la fita amb el terme d'Algaida i molt proper a la localitat de Pina. Presenta una altitud de 166 m i el seu vessant combina el pinar amb l'explotació agrària de secà i oliveres. El topònim també fa referència a un pinar, una pleta, una rota, un tram del torrent de Pina i una font (aquests darrers dins terres algaidines).
L'origen de la possessió s'ha intentat relacionar l'alqueria de Benimoragia que al Llibre del Repartiment anà a parar a Bernat d'Espanya, posteriorment passaria a Pere Roquer. Al segle xiv seria propietat de Francesc Rupert i de Moletó Cabrera de Roquer, per tant existeix la possibilitat que aquest donés el seu nom al lloc. Als segles xvi i xvii va ser una possessió de la família Fiol. Actualment funciona com agroturisme.

## L'assassinat del Puig Moltó
El 8 de desembre de 1948 dos lladres armats assaltaren les cases de la possessió ocupada en aquell moment pel matrimoni arrendatari i dos treballadors de l'explotació. L'arrendatari Miquel Nicolau Balaguer va fer front als assaltants, després de ser ferit de gravetat morí a la Clínica Rotger de Palma el 14 de desembre. Un dels lladres, Joan Ribas Rosselló Eivissenc, també va ser ferit, aquest cop per una escopeta disparada pel porquer Jeroni Amengual. L'altre lladre, Andreu Trobat Llabrés Saboner, va carregar el seu company fins que a la rodalia de Pina el va abandonar.
Els dos assaltants varen ser finalment detinguts i jutjats per un consell de guerra celebrat al Quarter de Artillería del carrer de La Mar, a Palma (la pistola esgrimida pels acusats era d'origen militar, concretament una Astra modelo 1921 del calibre 9 Llarg, arma que havia estat en dotació del Cuerpo de Carabineros), condemnats a mort i al pagament de 150.000 pts. L'execució tengué lloc a Palma el 28 de gener de 1949. El cas provoca una gran repercussió a tota la població mallorquina que es manifestà amb alguns glosats.

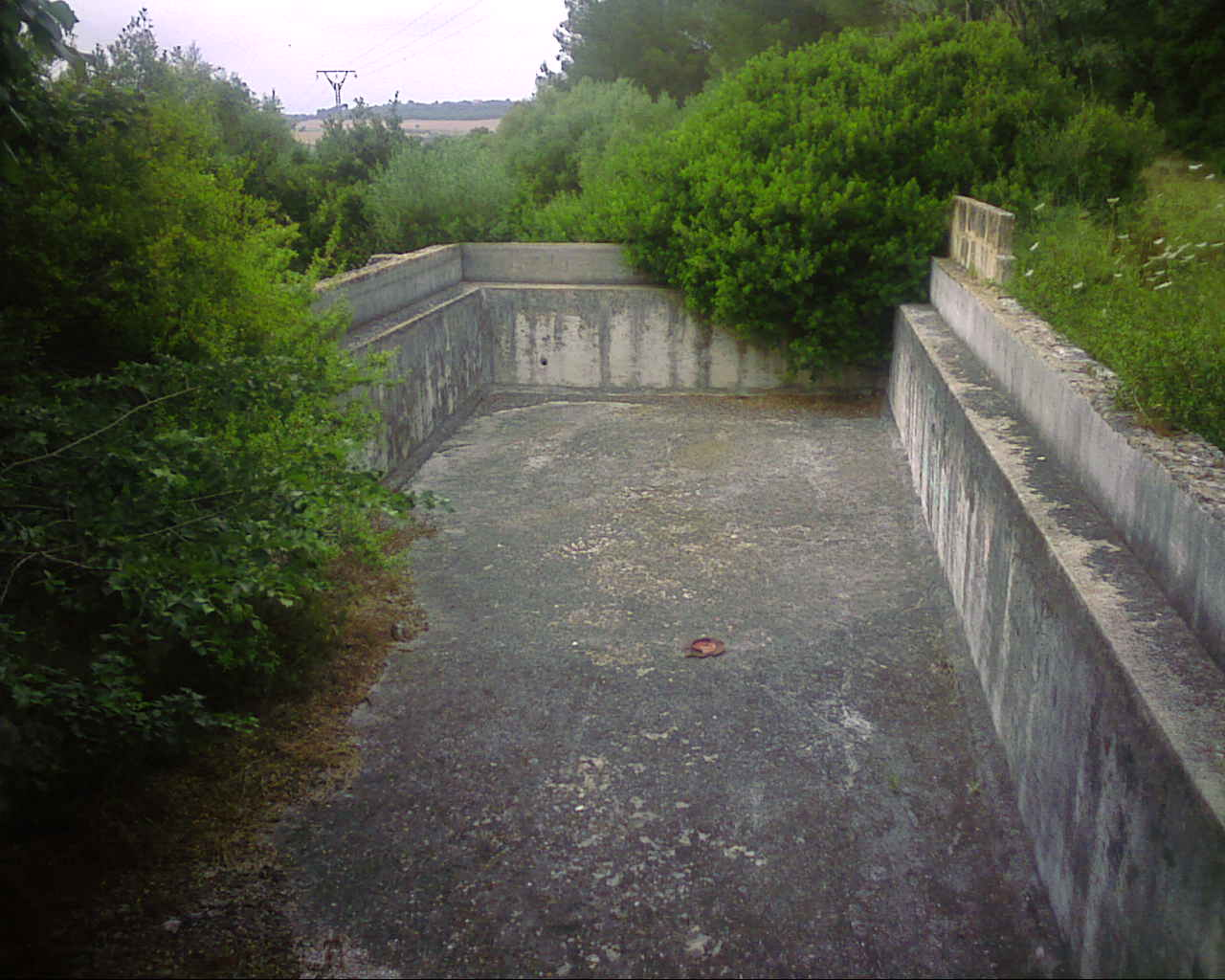
Safareig de la font del Puig Moltó, ja dins el terme municipal d'Algaida
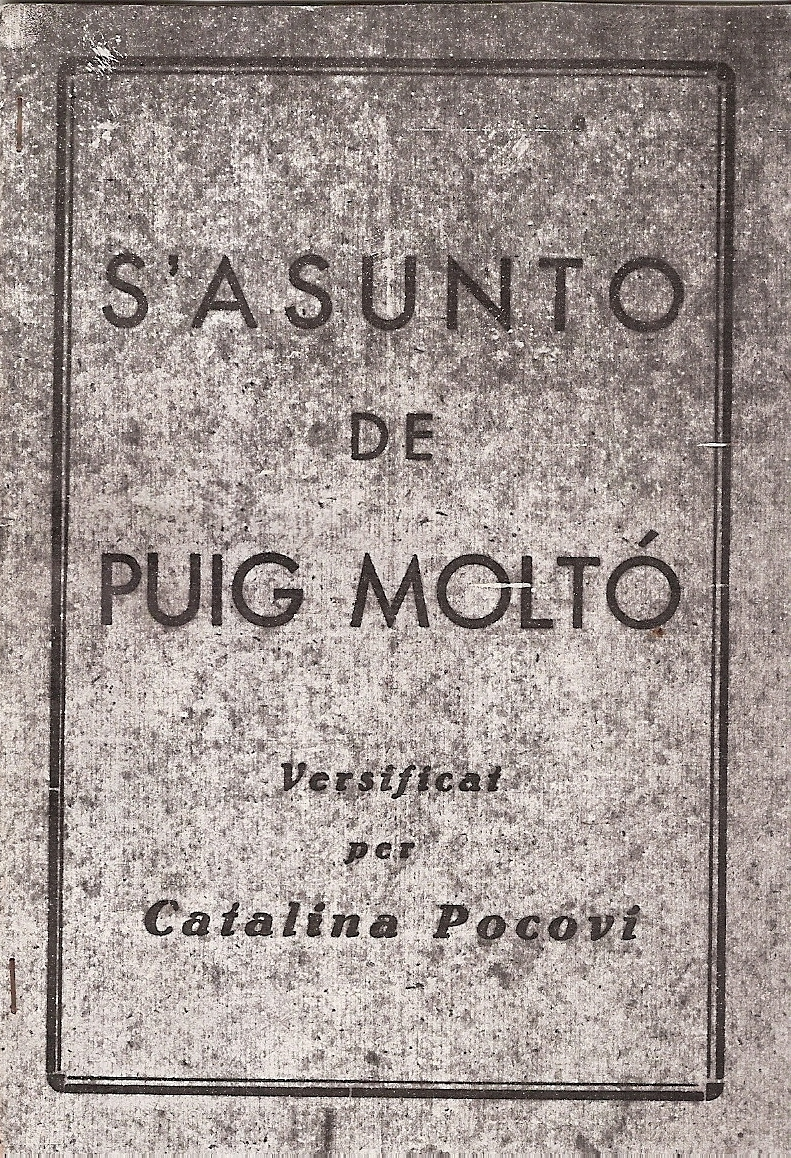
Portada del glosat "S'Asunto de Puig Moltó" de Catalina Pocoví Mayol